# Menció als Despatxos
Menció als Despatxos (MID) és una distinció militar per valentia o per qualsevol altre servei lloable.
Un despatx és un informe oficial d'un comandant superior, normalment d'un exèrcit als seus superiors, detallant la conducció de les operacions militars.

## Regne UnitiCommonwealth
A les Forces Armades Britàniques, aquest informe és publicat a la Gaseta de Londres. Si un soldat o oficial subordinat realitza una acció destacada i apareix a l'informe, es diu que ha estat mencionat als despatxos.
Als països de la Comonwealth, els soldats que són mencionats en despatxos no reben una medalla, sinó que reben un certificat i se'ls autoritza a portar fulles de roure sobre el galó de la medalla de servei atorgada als soldats que hagin servit en un conflicte. Si no s'atorga una medalla de campanya, les fulles de roure es llueixen al costat esquerre de l'uniforme.
Els soldats poden ser mencionats en múltiples ocasions. Lord Gort, mereixedor de la Creu Victòria durant la I Guerra Mundial i que va acabar sent Mariscal de Camp Vescomte Gort va ser mencionat 9 vegades als despatxos. El general australià H.G. Bennet va ser mencionat 8 vegades durant la I Guerra Mundial.

## França

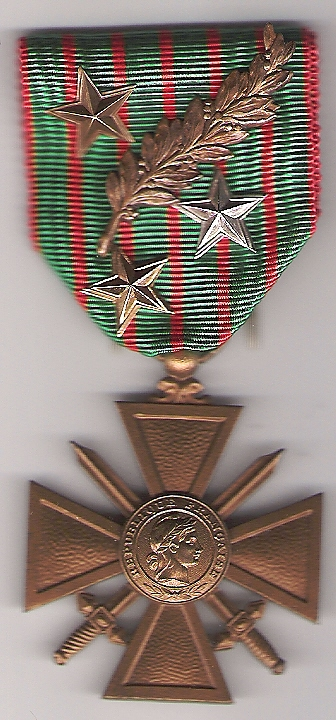
Exemple d'una Croix de guerre amb 4 mencions:
1 palma de bronze
2 estrelles de plata
1 estrella de bronze

A l'exèrcit francès, les mencions als Despatxos, o més precisament, mencions en Ordres (citation dans les ordres), són fetes pels comandants superiors, des de la posició de comandant de regiment a la de General en Cap, a les ordres que lliuren a cada unitat, reconeixent la valentia d'una acció realitzada temps abans. Les mencions són atorgades per valentia a qualsevol membre de la militaria francesa o els seus aliats i són, depenent el seu grau, aproximadament l'equivalent de l'Estrella de Bronze i l'Estrella de Plata americanes o la Creu Militar i la Medalla Militar britàniques.
Les mencions fetes durant la Primera Guerra Mundial, la Segona Guerra Mundial o en conflictes colonials eren acompanyats de la concessió d'una Creu de Guerra o de la Creu al Valor militar, amb un afegit al galó depenent del grau de la menció: el grau inferior és representat per una estrella de bronze, mentre que el màxim grau és representat per una palma de bronze:
- una estrella de bronze pels mencionats a nivell de regiment o brigada
- una estrella de plata pels mencionats a nivell de divisió
- Una estrella daurada per haver estat citat a nivell de Cos
- Una palma de bronze per haver estat citat a nivell d'Exèrcit
- Una palma de plata daurada per haver estat citat a nivell de les Forces de la França Lliure (només durant la II Guerra Mundial)

Actualment, una menció amb concessió de la Creu del Valor Militar (la Creu de Guerra ja no s'atorga) és rara, i la major part de mencions són concedides amb la Medalla de la Defensa Nacional d'or.
Una unitat pot ser mencionada als Despatxos. El seu pendó és decorat amb la creu corresponents. Després de dues mencions, els homes de la unitat poden portar el cordó (la fourragère).